# Potter (Nebraska)
Potter és una població dels Estats Units a l'estat de Nebraska. Segons el cens del 2000 tenia 390 habitants.

## Demografia
Segons el cens del 2000, Potter tenia 390 habitants, 159 habitatges, i 104 famílies. La densitat de població era de 307,3 habitants per km².
Dels 159 habitatges en un 37,1% hi vivien nens de menys de 18 anys, en un 54,7% hi vivien parelles casades, en un 5,7% dones solteres, i en un 34% no eren unitats familiars. En el 30,8% dels habitatges hi vivien persones soles el 15,1% de les quals corresponia a persones de 65 anys o més que vivien soles. El nombre mitjà de persones vivint en cada habitatge era de 2,45 i el nombre mitjà de persones que vivien en cada família era de 3,1.
Per edats la població es repartia de la següent manera: un 31% tenia menys de 18 anys, un 4,6% entre 18 i 24, un 28,2% entre 25 i 44, un 21,8% de 45 a 60 i un 14,4% 65 anys o més.
L'edat mediana era de 36 anys. Per cada 100 dones de 18 o més anys hi havia 92,1 homes.
La renda mediana per habitatge era de 28.750 $ i la renda mediana per família de 37.000 $. Els homes tenien una renda mediana de 26.932 $ mentre que les dones 24.500 $. La renda per capita de la població era de 14.344 $. Aproximadament el 13,5% de les famílies i el 17,8% de la població estaven per davall del llindar de pobresa.

## Poblacions més properes
El següent diagrama mostra les poblacions més properes.